# Livre de royalties
Livre de royalties (do inglês Royalty free) designa um tipo de licenciamento para uso de obras protegidas por direito autoral, por exemplo fotografias ou músicas. Num contrato de licença livre de royalties o licenciado adquire o direito de usar a obra em perpetuidade para qualquer fim previsto no contrato, sem para isso ter de pagar royalties adicionais àqueles pagos no momento da contratação. O licenciante, contudo, preserva o direito autoral sobre a obra e o licenciado em geral não poderá relicenciá-la para terceiros.
Licenças livres de royalties tornaram-se populares especialmente no comércio eletrônico de licenças de fotografias.
Elas não devem ser confundidas com licenças livres.
O termo também é utilizado na área de patentes, quando o detentor de uma patente deseja permitir seu uso gratuito, às vezes com restrições de finalidade e nem sempre por tempo ilimitado.